# Estadio Ernest Pohl
El estadio Ernest Pohl (en polaco: Stadion im. Ernesta Pohla), también conocido como estadio Górnik Zabrze, es un estadio de fútbol ubicado en Zabrze, Polonia. Fue inaugurado el 2 de septiembre de 1934 (aunque remodelado en 2011) y tiene una capacidad para 24 563 espectadores sentados, siendo el estadio en el que disputa sus partidos el Górnik Zabrze. 

## Historia
El Ernest Pohl es uno de los estadios más antiguos de Polonia, y fue el estadio nacional del país antes de la Alemania Nazi. El estadio (conocido como Estadio Olímpico de Zabrze) empezó a formar parte del Imperio alemán, que lo denominó Adolf Hitler Kampfbahn Stadion entre 1934-1946. En 2004 los abonados del club decidieron cambiar el nombre del recinto por el de Ernest Pohl, un antiguo jugador de fútbol que jugó en el Górnik Zabrze y que fue capitán del equipo polaco.
El primer gran partido que se jugó en el estadio fue el 24 de marzo de 1935 entre el equipo nacional de la parte alemana y el equipo polaco de Silesia. La asistencia fue de cerca de 7000 espectadores. En 1945 el estadio fue destruido por las tropas soviéticas. Se mantuvo propiedad de la ciudad, que pronto lo arrendó al recién formado KS Zabrze. Al final de los años 1950 el estadio fue ampliado para pasar a alojar unos 35 000 espectadores. En los años 1960 y los años 1970 se instaló el sistema de iluminación artificial. El 17 de octubre de 1984, el estadio acogió por primera vez un partido del equipo nacional de Polonia, que jugó ante Grecia en las eliminatorias mundialistas.

### Reconstrucción del estadio
En 2011 comenzó la reconstrucción del estadio en el mismo lugar del anterior, con una nueva capacidad de 31 871 espectadores sentados y gradas cubiertas. La construcción del estadio se hizo en varias etapas, ya que el Górnik Zabrze continuó utilizando el estadio para disputar sus partidos. En la primera etapa contó con una capacidad total de alrededor de 24 000 espectadores. El acuerdo con el contratista de esa etapa, la empresa Polimex-Mostostal, fue firmado el 24 de agosto de 2011 y la duración prevista de este proyecto fue de 20 meses. En la siguiente etapa se construyeron tribunas vip, que totalizará la capacidad del estadio los definitivos 31 871 asientos.

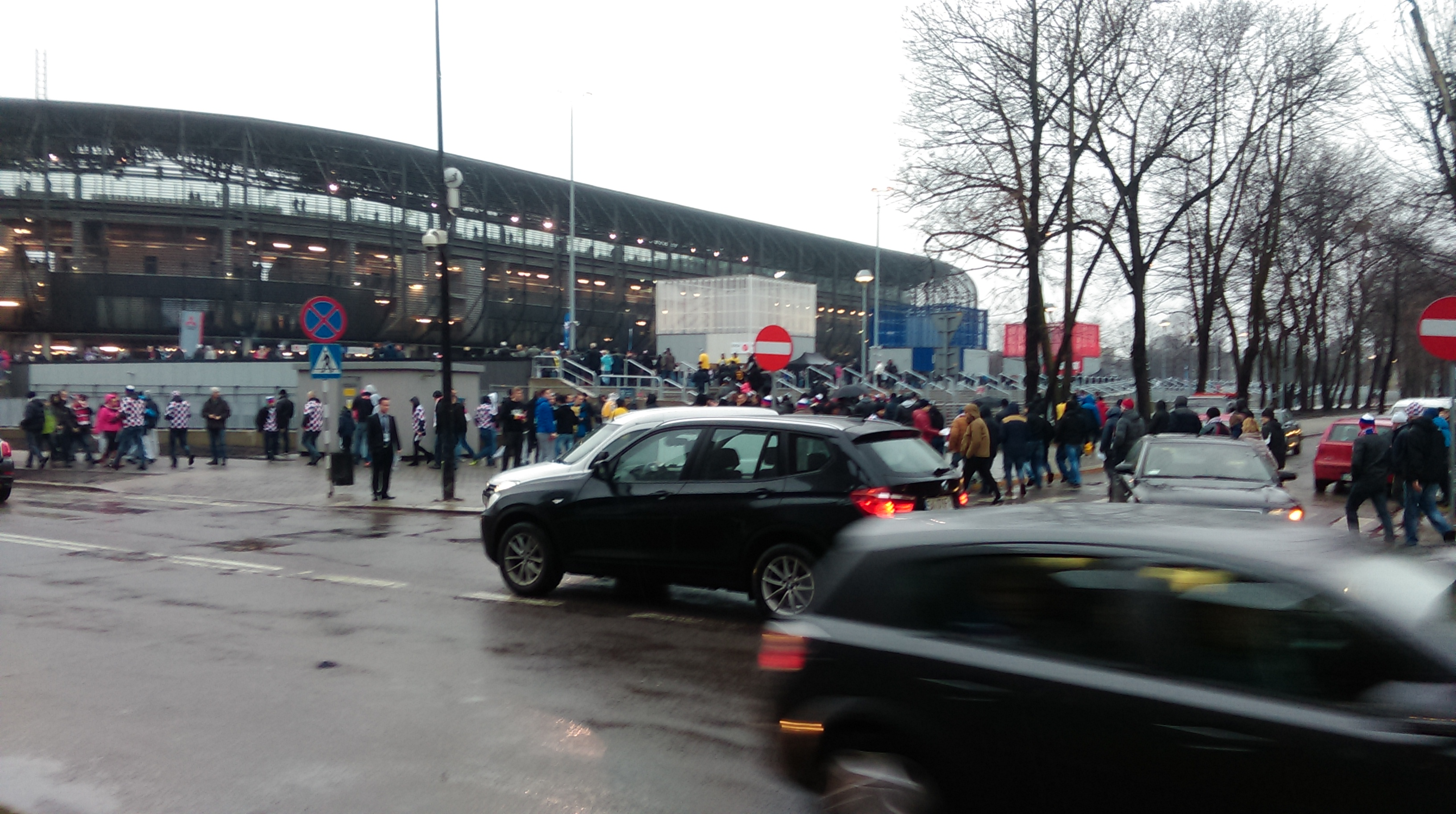
El estadio.
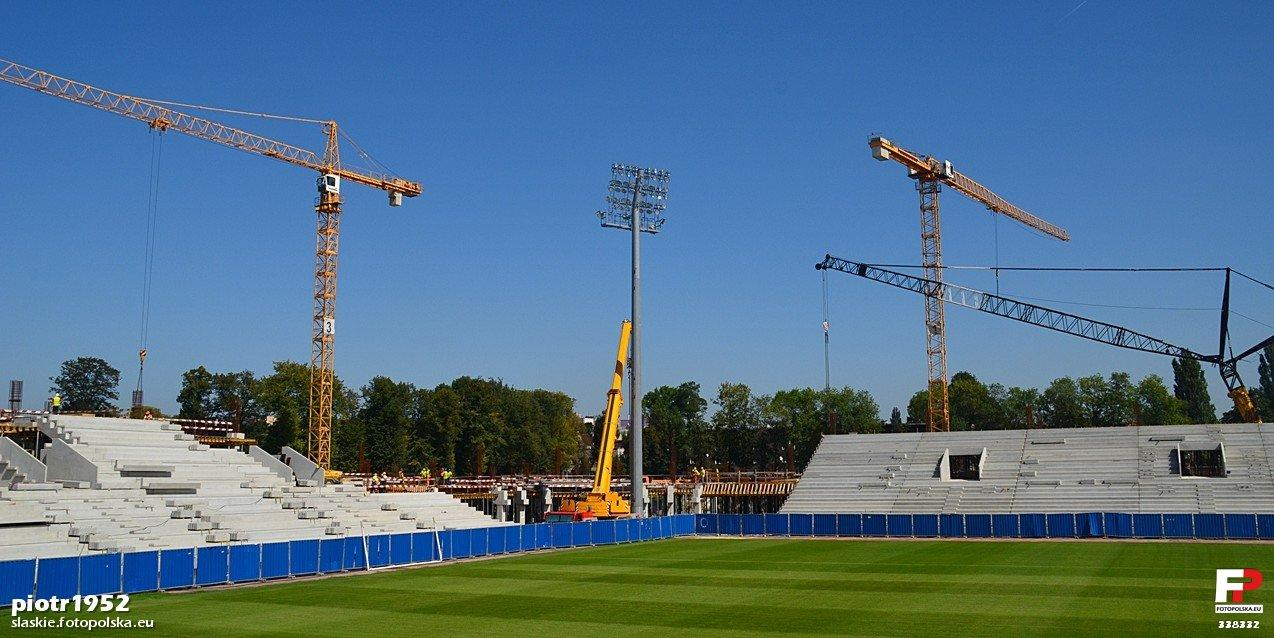
Primera fase de reconstrucción del estadio.
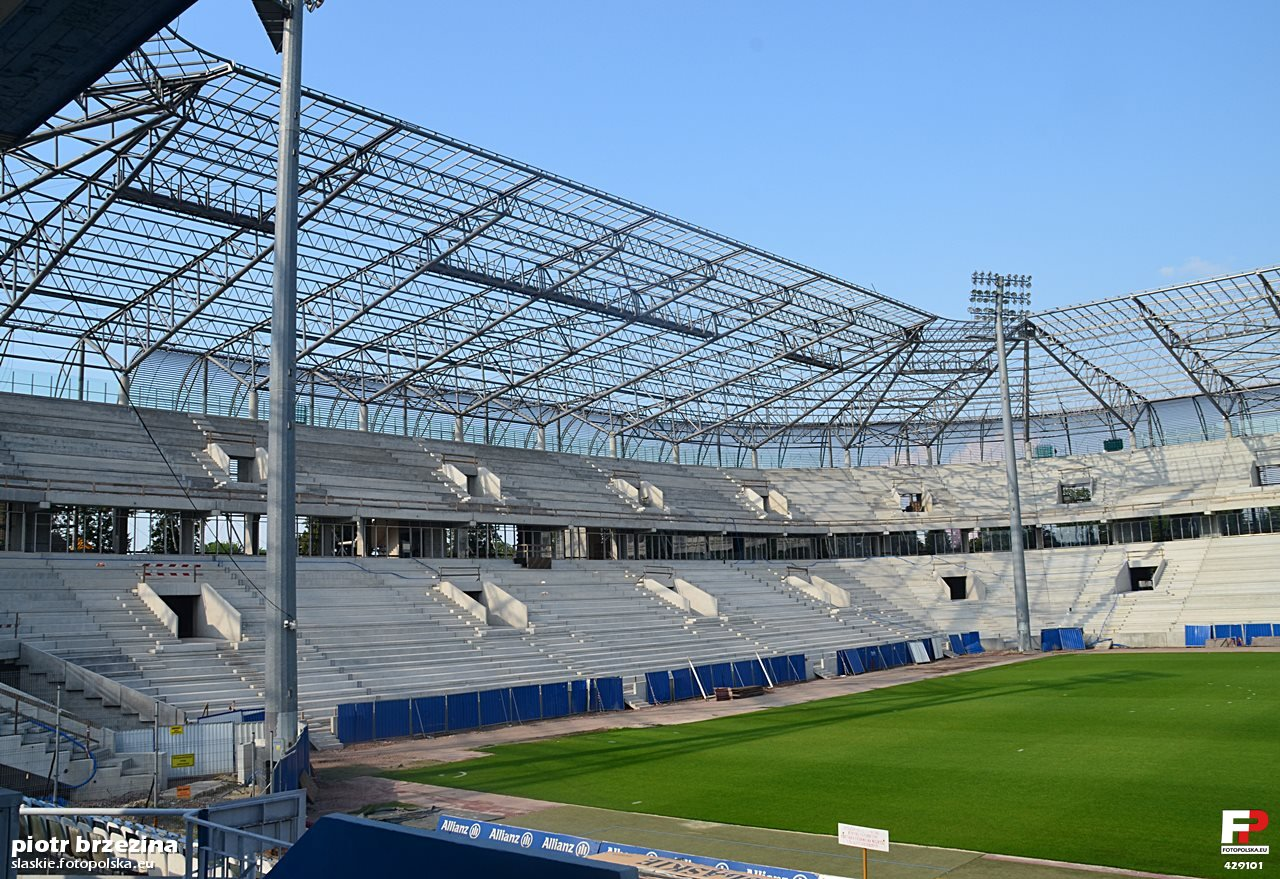
Las obras de reconstrucción en julio de 2013.